# メチルエチルケトンペルオキシド
メチルエチルケトンペルオキシド (methyl ethyl ketone peroxide) とは、メチルエチルケトンと過酸化水素との反応で生成する有機過酸化物の呼称。消防法による危険物（第5類 自己反応性物質、第1種自己反応性物質）に「メチルエチルケトンパーオキサイド」という名称で指定されている。

## 形状と性質
無色透明で特異臭のある油状の液体。純粋なものは不安定で分解されやすい。また、水には溶けないが、ジエチルエーテルには溶ける。
高分子合成において、ラジカル開始剤として用いられる。また、FRPやポリエステル樹脂の硬化剤として、フタル酸ジメチルで希釈されたものが「パーメック」（日油）、「カヤメック」（化薬アクゾ）、「メポックス」（川口薬品）などの商品名で市販されている。

## 危険性
可燃性の物質なので火気には特に注意を要する。また、強い衝撃を加えたり、日光に当たることによっても分解し、発火することがあるので保管の際は通風のよい冷暗所に貯蔵しなければならない。
1964年には、東京都品川区の寶組勝島倉庫で死者19名・重軽傷者158名を出す爆発災害を引き起こしている（品川勝島倉庫爆発火災）。